# Arábia Saudita nos Jogos Olímpicos de Verão da Juventude de 2010
A Arábia Saudita participou dos Jogos Olímpicos de Verão da Juventude de 2010 na Cidade de Singapura, Singapura. A delegação saudita foi composta por nove atletas que competiram em quatro esportes. O país conquistou uma medalha de bronze, no hipismo.

## Medalhistas
| Medalha | Nome                 | Esporte | Evento            | Data         |
| ------- | -------------------- | ------- | ----------------- | ------------ |
| Bronze  | Dalma Rushdie Malhas | Hipismo | Saltos individual | 24 de agosto |

## Atletismo
| Evento                          | Atleta                                          | Qualificação    | Qualificação | Final      | Final        |
| Evento                          | Atleta                                          | Resultado       | Posição      | Resultado  | Posição      |
| ------------------------------- | ----------------------------------------------- | --------------- | ------------ | ---------- | ------------ |
| 400 m masculino                 | Abdullah Abkar                                  | 49.18           | 14º (4º q2)  | 48.51      | 5º (Final B) |
| Revezamento masculino           | Abdullah Abkar (como integrante da equipe Ásia) |                 |              | 1:54.45    | 5º           |
| 200 m masculino                 | Abdullah Al-Asiri                               | 22.22           | 13º (3º q1)  | 22.49      | 5º (Final B) |
| 400 m com barreiras masculino   | Ali Al-Ghamdi                                   | 52.89           | 4º (2º q1)   | Não largou | -- (Final A) |
| 2000 m com obstáculos masculino | Ahmed Burhan                                    | Desclassificado | --           | 5:48.81    | 1º (Final B) |
| Salto triplo masculino          | Hussain Al-Khalaf                               | 14,12           | 13º          | 14,79      | 3º (Final B) |
| 3000 m masculino                | Ibrahim Abdullah                                | 8:16.33         | 10º          | 8:15.23    | 9º (Final A) |

## Halterofilismo
| Evento              | Atleta             | Peso corporal (kg) | Arranque (kg) | Arranque (kg) | Arranque (kg) | Arranque (kg) | Arremesso (kg) | Arremesso (kg) | Arremesso (kg) | Arremesso (kg) | Total (kg) | Pos. final |
| Evento              | Atleta             | Peso corporal (kg) | 1             | 2             | 3             | Res.          | 1              | 2              | 3              | Res.           | Total (kg) | Pos. final |
| ------------------- | ------------------ | ------------------ | ------------- | ------------- | ------------- | ------------- | -------------- | -------------- | -------------- | -------------- | ---------- | ---------- |
| Até 62 kg masculino | Mohsen Al Duhaylib | 61,37              | 98            | 104           | 104           | 98            | 121            | 125            | 125            | 121            | 219        | 10º        |

## Hipismo
| Evento            | Atleta               | Cavalo        | Preliminares | Preliminares | Preliminares | Preliminares | Preliminares | Preliminares | Final  | Final | Pos. final        |
| Evento            | Atleta               | Cavalo        | Rodada A     | Rodada A     | Rodada B     | Rodada B     | Rodada B     | Total A+B    | Penal. | Tempo | Pos. final        |
| Evento            | Atleta               | Cavalo        | Penal. salto | Pos.         | Penal. salto | Penal. tempo | Total B      | Total A+B    | Penal. | Tempo | Pos. final        |
| ----------------- | -------------------- | ------------- | ------------ | ------------ | ------------ | ------------ | ------------ | ------------ | ------ | ----- | ----------------- |
| Saltos individual | Dalma Rushdie Malhas | Flash Top Hat | 4            | 10º          | 0            | 0            | 0            | 4            | 0      | 38.35 | Medalha de bronze |

## Natação
| Evento                | Atleta          | Qualificação | Qualificação | Semifinais  | Semifinais  | Final       | Final       |
| Evento                | Atleta          | Resultado    | Posição      | Resultado   | Posição     | Resultado   | Posição     |
| --------------------- | --------------- | ------------ | ------------ | ----------- | ----------- | ----------- | ----------- |
| 100 m livre masculino | Hazem Tashkandi | 54.23        | 39º (7º q3)  | Não avançou | Não avançou | Não avançou | Não avançou |
| 200 m livre masculino | Hazem Tashkandi | 1:58.56      | 35º (6º q2)  |             |             | Não avançou | Não avançou |